# ميخائيل ميزينتسيف
ميخائيل يفغينييفيتش ميزنتسيف (بالروسية: Михаил Евгеньевич Мизинцев؛ من مواليد 10 سبتمبر 1962) هو عقيد عام روسي يخدم حاليًا في الشركة العسكرية الروسية الخاصة (مجموعة فاغنر).
شغل مؤخرًا منصب نائب وزير الدفاع الروسي للشؤون اللوجستية في الفترة من 24 سبتمبر 2022 إلى 27 أبريل 2023. وقبل ذلك، كان يرأس مركز إدارة الدفاع الوطني في روسيا.
أثناء الغزو الروسي لأوكرانيا، قاد ميزينتسيف القوات الروسية أثناء حصار ماريوبول، حيث بلغت عن عدة هجمات على المدنيين (بما في ذلك الغارات الجوية على مسرح المدينة والمستشفى) وأدينت باعتبارها جرائم حرب، والتي ورد أن المسؤولين العسكريين الأوكرانيين أشاروا إليها إلى ميزينتسيف. باسم "جزار ماريوبول"

## مهنة عسكرية
بدأ ميزينتسيف مسيرته العسكرية في عام 1980، في ظل الاتحاد السوفيتي، واستمر في الخدمة في القوات البرية الروسية بعد تفكك الاتحاد السوفيتي.

### الحرب الأهلية السورية
يُزعم أنه قام بتنسيق حملات القصف أثناء التدخل العسكري الروسي في الحرب الأهلية السورية، بما في ذلك معركة حلب. وقد اتُهم بالترتيب لحملة قصف وحشية دمرت مدينة حلب. حصل على وسام "المشارك في العملية العسكرية في سوريا".

### الحرب الروسية الأوكرانية
خلال الغزو الروسي لأوكرانيا عام 2022، قاد ميزينتسيف القوات خلال حصار ماريوبول، ويقال إنه لعب دورًا شخصيًا في توجيه الحصار. لقد اتُهم بارتكاب جرائم حرب من قبل عدة أشخاص، بما في ذلك محامي حقوق الإنسان الأوكراني أولكساندرا ماتفيتشوك، الذي ذكر أنه يجب أن يكون مسؤولاً عن جرائم الحرب في المحكمة الجنائية الدولية في لاهاي. 
وقد نفى ميزينتسيف هذه الاتهامات، وألقى باللوم على القوات الأوكرانية في خلق "كارثة إنسانية رهيبة"، واتهم كتيبة آزوف بالاختباء داخل مسرح الدراما والمستشفى، وادعى أنه سيسمح "بالخروج الآمن" لأي شخص يستسلم في ماريوبول. وقد دحضت ادعاءاته من قبل المصادر التي تؤكد تعرض اللاجئين للهجوم وإرسالهم إلى معسكرات الترشيح.
في 24 سبتمبر 2022، عين ميزينتسيف نائبًا لوزير الدفاع الروسي ورئيسًا للأركان الخلفية، ليحل محل دميتري بولجاكوف.
في 27 أبريل 2023، أكد المراسل العسكري الروسي ألكسندر سلادكوف عبر برقية أنه تمت أقاله ميزينتسيف من منصبه كنائب لوزير الدفاع للشؤون اللوجستية. صرح المدون العسكري والدعائي الروسي سيميون بيجوف أن هذا كان جزءًا من "عدد من عمليات إقالة كبار المسؤولين التي من المحتمل أن تكون مرتبطة بزيارة بوتين إلى أوكرانيا حيث أتيحت الفرصة للضباط في الجبهة لشرح الوضع الحقيقي".

## العقوبات
لقد فرضت عقوبات عليه من قبل المملكة المتحدة، اليابان، نيوزيلندا، الاتحاد الأوروبي، كندا، سويسرا، أستراليا، وأوكرانيا.